# Melville Davisson Post
Melville Davisson Post (* 19. April 1869 in Romines Mills, West Virginia; † 23. Juni 1930 in Clarksburg, West Virginia) war ein US-amerikanischer Kriminalschriftsteller. Bekannt machten ihn seine Kriminalstories um „Onkel Abner“, die ab 1911 erschienen.
Schon 1896 hatte Post eine erste Sammlung von Kriminalstories veröffentlicht, allerdings noch ohne seinen bibelfesten Helden Onkel Abner, der im Virginia des 19. Jahrhunderts ermittelte. Diesbezüglich erschien 1918 der erste Sammelband, zu dem sich Zeitgenossen äußerst positiv äußerten: Anthony Boucher empfand die Detektivgeschichten beispielsweise als „die besten (...) seit Poe“, S. S. Van Dine sah Abner immerhin in einer Reihe mit Dupin, Lecoq (von Émile Gaboriau) und Holmes.
Post gilt als einer der ersten Vertreter einer psychologischen Detektivliteratur in Amerika. Seine Geschichten entwickelten sich aus dem Charakter der handelnden Personen heraus. Die Fälle um Onkel Abner werden von Abners kleinem Neffen (einem Kind) erzählt, der ihn ständig begleitet, was im Genre der Kriminalliteratur damals eine völlig neue Idee war.
Ins Deutsche übersetzt erschien Post einmalig 1975 mit Onkel Abner, der Meisterdetektiv.
| Personendaten    | Personendaten                            |
| ---------------- | ---------------------------------------- |
| NAME             | Post, Melville Davisson                  |
| KURZBESCHREIBUNG | US-amerikanischer Kriminalschriftsteller |
| GEBURTSDATUM     | 19. April 1869                           |
| GEBURTSORT       | Romines Mills, West Virginia             |
| STERBEDATUM      | 23. Juni 1930                            |
| STERBEORT        | Clarksburg, West Virginia                |